# Too Many People
"Too Many People" é um single de Paul e Linda McCartney e faixa de abertura do álbum Ram (1971). Foi composta em Campbeltown na Escócia em 1970. Segundo o guitarrista Hugn McCracken, que participou das gravações, Paul executou o solo sujo de guitarra ouvido no final da canção.
A música é conhecida pelas referências e críticas feitas a Yoko Ono e John Lennon, que na época davam entrevistas com o objetivo de desmitificar bruscamente a imagem dos Beatles. O descontentamento de Paul em relação á essa atitude pode ser notado principalmente no trecho piss-of cake (termo vulgar para vão se danar, brincando com o termo piece of cake, que significa muito fácil em inglês), e no verso too many people preaching practices (muitas pessoas pregando atitudes). Como resposta, Lennon compôs "How Do You Sleep?", presente no álbum Imagine.

## Ficha técnica
- Paul McCartney - vocais, baixo, guitarra solo, percussão, backing vocal e violão
- Hugh McCracken - guitarra
- Denny Seiwell - bateria e percussão
- Linda McCartney - Backing Vocals